# Miss Match
Miss Match é uma dramédia exibida pela NBC em 2003, estrelada por Alicia Silverstone e criada por Darren Star, mesmo criador de sucessos como Beverly Hills 90210 e Melrose Place. A série foi transmitida em mais de 15 países e a atriz Alicia Silverstone foi indica ao Globo de Ouro e ao Satellite Awards como Melhor Atriz em 2004
Infelizmente, a série, baseada na vida de Samantha Daniels, não teve força para competir com outras no perigoso Horário da Morte das Sextas, e acabou sendo cancelada antes que todos os episódios produzidos fossem ao ar.
Alicia Silverstone faz a advogada matrimonial em Los Angeles que atua como se fosse uma casamenteira. O problema é que ela não consegue resolver seus próprios relacionamentos amorosos. Kate Fox (Alicia Silverstone) é uma advogada especializada em divórcios. O curioso é que apesar de sua profissão, a protagonista leva muito jeito para unir as pessoas. Junto de uma amiga, Vitória, ela está decidida a tentar fazer com que mais casais descubram que realmente se amam.
Em Portugal a série estreou na FOX Life em Janeiro de 2007.

## Elenco
- Alicia Silverstone - Kate Fox
- Ryan O'Neal - Jerry Fox
- Lake Bell - Victoria
- David Conrad - Michael Mendelson
- Jodi Long - Claire
- James Roday - Nick Paine
- Dina Meyer - Lauren Logan
- Nathan Fillion - Adam Logan
- Charisma Carpenter - Serena Lockner
- Katherine LaNasa - Amy
- Daniel Dae Kim - Clifford Kim